# Sarrogna
Sarrogna est une commune française située dans le département du Jura, dans la région culturelle et historique de Franche-Comté et la région administrative Bourgogne-Franche-Comté.

## Géographie
La commune de Sarrogna est située dans la région de la Petite Montagne du Jura, à quelques kilomètres au sud d'Orgelet et à peu près à mi-chemin entre la Valouse à l'ouest et au nord et le lac de Vouglans à l'est. Elle est composée de six villages et hameaux, qui sont Sarrogna, Marangea, Montjouvent, Nermier, Villeneuve et la Villette.
Ses villages et hameaux sont localisés sur un plateau qui domaine la Valouse. Il est constitué par les calcaires et marnes du Jurassique supérieur, souvent recouverts par des dépôts morainiques issus de la dernière période glaciaire. L'altitude, qui est en moyenne un peu supérieure à 500 mètres sur le plateau, s'élève en direction du sud-est de la commune jusqu'à atteindre 744 mètres, au sud du bois des Clayes.
La commune de Sarrogna est traversée par plusieurs ruisseaux affluents de la Valouse. Au sud, le Ruisseau du Valzin prend sa source à proximité du hameau de la Villette. À l'est le Ruisseau de Barésia, qui prend sa source à l'étang du même nom, près de Villeneuve, coule en remontant vers le nord et il devient Bief du Chanois à Marangea. Encore plus à l'est, le Bief d'Enfer coule également en direction du nord, en forêt. À proximité du village de Sarrogna, un ruisseau mineur prend également sa source et coule vers le nord-ouest.

### Climat
Pour des articles plus généraux, voir Climat de la Bourgogne-Franche-Comté et Climat du département du Jura.
En 2010, le climat de la commune est de type climat de montagne, selon une étude du Centre national de la recherche scientifique s'appuyant sur une série de données couvrant la période 1971-2000. En 2020, Météo-France publie une typologie des climats de la France métropolitaine dans laquelle la commune est exposée à un climat semi-continental et est dans la région climatique  Jura, caractérisée par une forte pluviométrie en toutes saisons (1 000 à 1 500 mm/an), des hivers rigoureux et un ensoleillement médiocre. 
Pour la période 1971-2000, la température annuelle moyenne est de 9,7 °C, avec une amplitude thermique annuelle de 16,8 °C. Le cumul annuel moyen de précipitations est de 1 554 mm, avec 12,9 jours de précipitations en janvier et 9,4 jours en juillet. Pour la période 1991-2020, la température moyenne annuelle observée sur la station météorologique de Météo-France la plus proche, « Orgelet », sur la commune d'Orgelet à 6 km à vol d'oiseau, est de 11,0 °C et le cumul annuel moyen de précipitations est de 1 411,6 mm. 
La température maximale relevée sur cette station est de 40 °C, atteinte le 31 juillet 2020 ; la température minimale est de −18 °C, atteinte le 5 février 2012,,. 
Les paramètres climatiques de la commune ont été estimés pour le milieu du siècle (2041-2070) selon différents scénarios d'émission de gaz à effet de serre à partir des nouvelles projections climatiques de référence DRIAS-2020. Ils sont consultables sur un site dédié publié par Météo-France en novembre 2022.

## Urbanisme

### Typologie
Au 1er janvier 2024, Sarrogna est catégorisée commune rurale à habitat très dispersé, selon la nouvelle grille communale de densité à sept niveaux définie par l'Insee en 2022.
Elle est située hors unité urbaine. Par ailleurs la commune fait partie de l'aire d'attraction de Lons-le-Saunier, dont elle est une commune de la couronne,. Cette aire, qui regroupe 139 communes, est catégorisée dans les aires de 50 000 à moins de 200 000 habitants,.

### Occupation des sols
L'occupation des sols de la commune, telle qu'elle ressort de la base de données européenne d’occupation biophysique des sols Corine Land Cover (CLC), est marquée par l'importance des forêts et milieux semi-naturels (50,9 % en 2018), une proportion identique à celle de 1990 (50,9 %). La répartition détaillée en 2018 est la suivante : 
forêts (50,9 %), prairies (38,3 %), zones agricoles hétérogènes (10,9 %). L'évolution de l’occupation des sols de la commune et de ses infrastructures peut être observée sur les différentes représentations cartographiques du territoire : la carte de Cassini (XVIIIe siècle), la carte d'état-major (1820-1866) et les cartes ou photos aériennes de l'IGN pour la période actuelle (1950 à aujourd'hui).

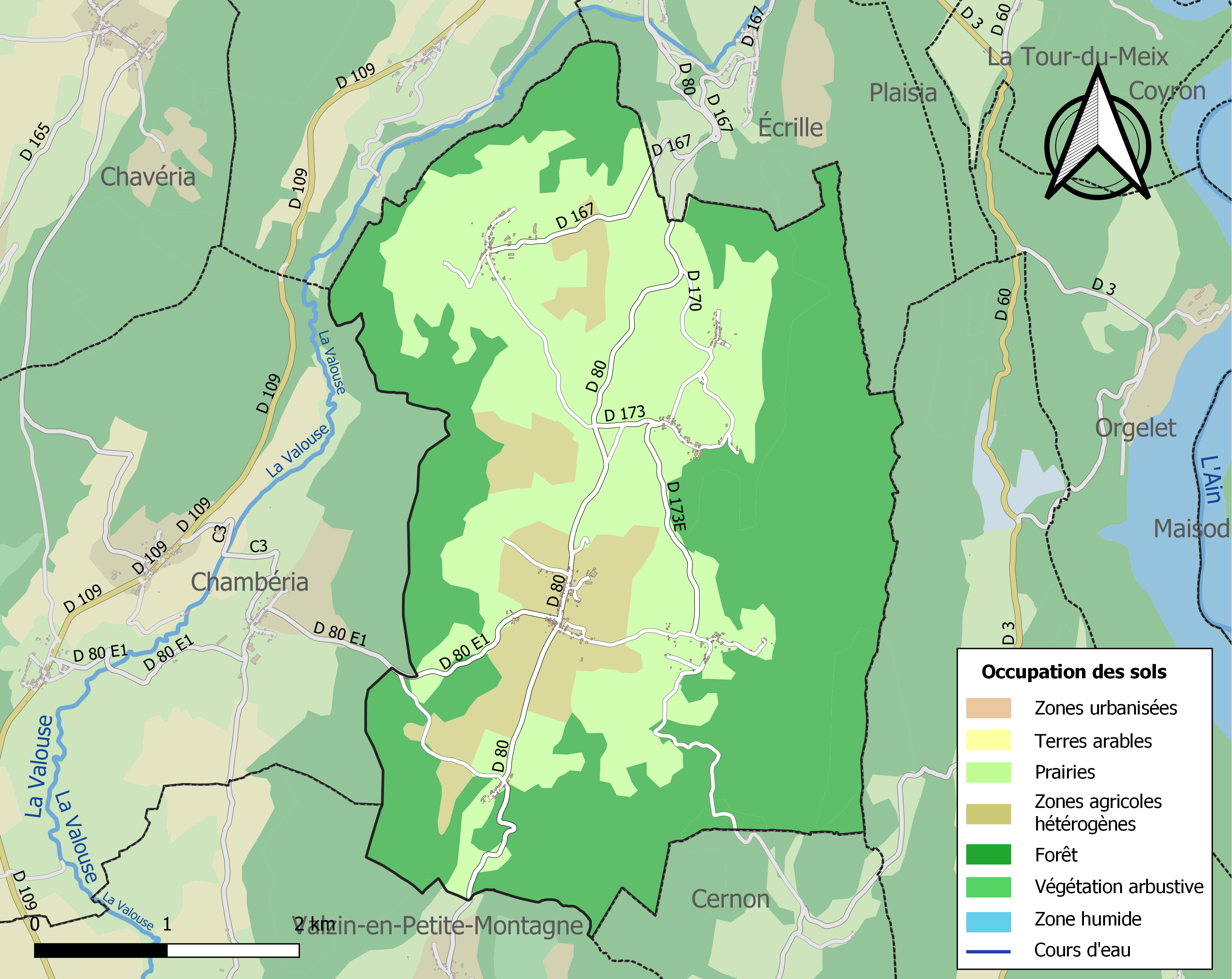
Carte des infrastructures et de l'occupation des sols de la commune en 2018 (CLC).

## Histoire
La commune de Sarrogna est créée en 1822 par l'union des anciennes communes de Sarrogna-le-Bas, de Villeneuve-et-Sarrogna-le-Haut, et de la Villette. Un siècle et demie plus tard, en 1972, Sarrogna absorbe les anciennes communes de Marangea, de Montjouvent et de Nermier.

## Politique et administration
| Période   | Période   | Identité       | Étiquette | Qualité                                                                                      |
| --------- | --------- | -------------- | --------- | -------------------------------------------------------------------------------------------- |
| mars 2001 | mars 2014 | Jean Carron    |           |                                                                                              |
| mars 2014 | En cours  | Philippe Prost | DVD       | Cadre supérieur, Président de la Communauté de communes Conseiller départemental depuis 2021 |

## Démographie
L'évolution du nombre d'habitants est connue à travers les recensements de la population effectués dans la commune depuis 1793. Pour les communes de moins de 10 000 habitants, une enquête de recensement portant sur toute la population est réalisée tous les cinq ans, les populations de référence des années intermédiaires étant quant à elles estimées par interpolation ou extrapolation. Pour la commune, le premier recensement exhaustif entrant dans le cadre du nouveau dispositif a été réalisé en 2004.

En 2022, la commune comptait 227 habitants, en évolution de −2,58 % par rapport à 2016 (Jura : −0,81 %, France hors Mayotte : +2,11 %).
| 1793 | 1800 | 1806 | 1821 | 1831 | 1836 | 1841 | 1846 | 1851 |
| ---- | ---- | ---- | ---- | ---- | ---- | ---- | ---- | ---- |
| 88   | 117  | 147  | 133  | 417  | 396  | 405  | 412  | 421  |

| 1856 | 1861 | 1866 | 1872 | 1876 | 1881 | 1886 | 1891 | 1896 |
| ---- | ---- | ---- | ---- | ---- | ---- | ---- | ---- | ---- |
| 404  | 390  | 353  | 325  | 300  | 301  | 322  | 300  | 284  |

| 1901 | 1906 | 1911 | 1921 | 1926 | 1931 | 1936 | 1946 | 1954 |
| ---- | ---- | ---- | ---- | ---- | ---- | ---- | ---- | ---- |
| 253  | 234  | 204  | 204  | 195  | 169  | 164  | 145  | 121  |

| 1962 | 1968 | 1975 | 1982 | 1990 | 1999 | 2004 | 2006 | 2009 |
| ---- | ---- | ---- | ---- | ---- | ---- | ---- | ---- | ---- |
| 124  | 102  | 153  | 161  | 146  | 183  | 202  | 204  | 224  |

| 2014 | 2019 | 2022 | - | - | - | - | - | - |
| ---- | ---- | ---- | - | - | - | - | - | - |
| 229  | 224  | 227  | - | - | - | - | - | - |

## Personnalités liées à la commune
- Robert Lynen, acteur français et résistant, y est né le 24 mai 1920.
- Ernest Thurel (1903-1962), curé, directeur du journal La Croix du Jura de 1941 à 1946, est né sur la commune.